# Harald Altekrüger

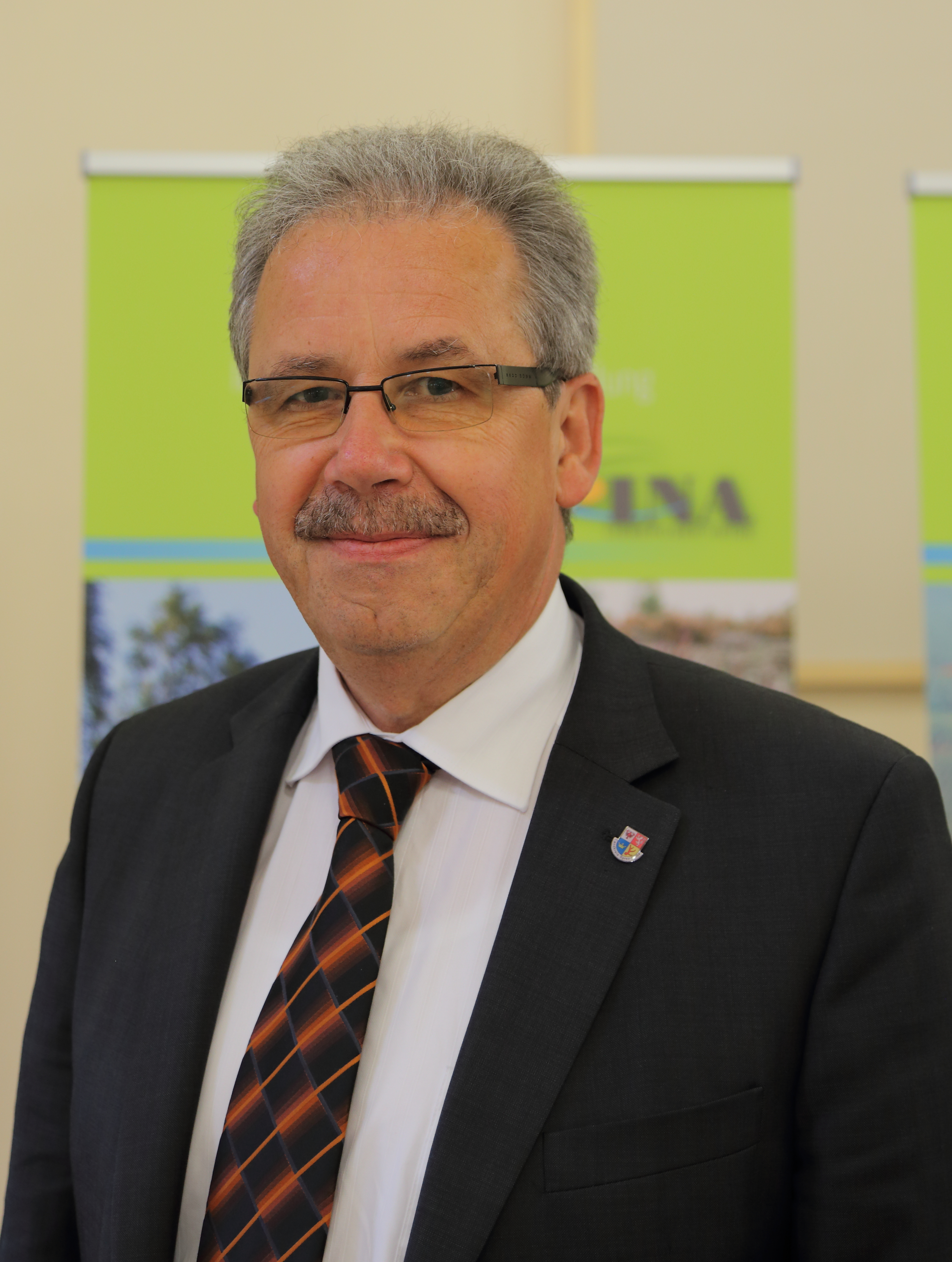
Harald Altekrüger (2014)

Harald Altekrüger (* 26. September 1955 in Schorbus, Kreis Cottbus-Land) ist ein deutscher Politiker (CDU). Seit 2010 ist er Landrat des Landkreises Spree-Neiße.

## Ausbildung und Beruf
Harald Altekrüger erlernte nach seiner Schulzeit an der Polytechnischen Oberschule von 1972 bis 1974 den Beruf eines Maschinen- u. Anlagenmonteurss. Ab 1981 (bis 1998) war er in seinem Beruf als Lehrausbilder tätig. Dazu absolvierte er bis 1985 ein Ingenieurstudium und bis 1986 ein Berufspädagogikstudium. Von 1995 bis 1998 war er Leiter der Berufsausbildung bei ABB in Cottbus und anschließend bis 2003 Bereichsleiter beim TÜV in Cottbus.

## Politische Tätigkeit
Von 2003 bis 2010 war er Bürgermeister der Stadt Drebkau. Er wurde mit dem Mandat der CDU-FDP-Ortsgruppe gewählt, ehe er 2006 der CDU beitrat. Seit 2010 ist er Kreisvorsitzender der CDU Spree-Neiße. Am 19. April 2010 wurde er durch den Kreistag des Landkreises Spree-Neiße zum neuen Landrat gewählt, nachdem sein Amtsvorgänger Dieter Friese (SPD) in der Stichwahl im Januar 2010 das notwendige Quorum von 15 % der Wahlberechtigten verfehlt hatte. Ein Jahr später wurde er als Vorsitzender bestätigt und in den Landesvorstand der CDU Brandenburg als Beisitzer gewählt.
Bei der Landratsstichwahl am 6. Mai 2018 wurde Altekrüger mit 60,8 % der Stimmen für eine weitere Amtszeit bestätigt.

## Privates
Harald Altekrüger ist mit Roswitha Altekrüger (geb. Trebeck) verheiratet, Vater einer Tochter und wohnt im Drebkauer Ortsteil Siewisch.